# Тарґувка (Великопольське воєводство)
Тарґувка (пол. Targówka) — село в Польщі, у гміні Малянув Турецького повіту Великопольського воєводства.
Населення — 331 особа (2011).
У 1975-1998 роках село належало до Конінського воєводства.

## Демографія
Демографічна структура станом на 31 березня 2011 року:
|          | Загалом | Допрацездатний вік | Працездатний вік | Постпрацездатний вік |
| -------- | ------- | ------------------ | ---------------- | -------------------- |
| Чоловіки | 172     | 42                 | 112              | 18                   |
| Жінки    | 159     | 42                 | 80               | 37                   |
| Разом    | 331     | 84                 | 192              | 55                   |